# シェイク・ハリーファ国際スタジアム
シェイク・ハリーファ国際スタジアム（アラビア語: استاد الشيخ خليفة الدولي, 英語: Sheikh Khalifa International Stadium）は、アラブ首長国連邦アル・アインにある競技場である。
主にサッカーの試合に用いられる。UAEリーグに所属するアル・アインがホームスタジアムとして使用している他、サッカーアラブ首長国連邦代表の試合会場としても利用される。

1996年に設立された。収容人数は16,000人。2003年のFIFAワールドユース選手権グループステージの会場として用いられた。